# Barnsteenkamer

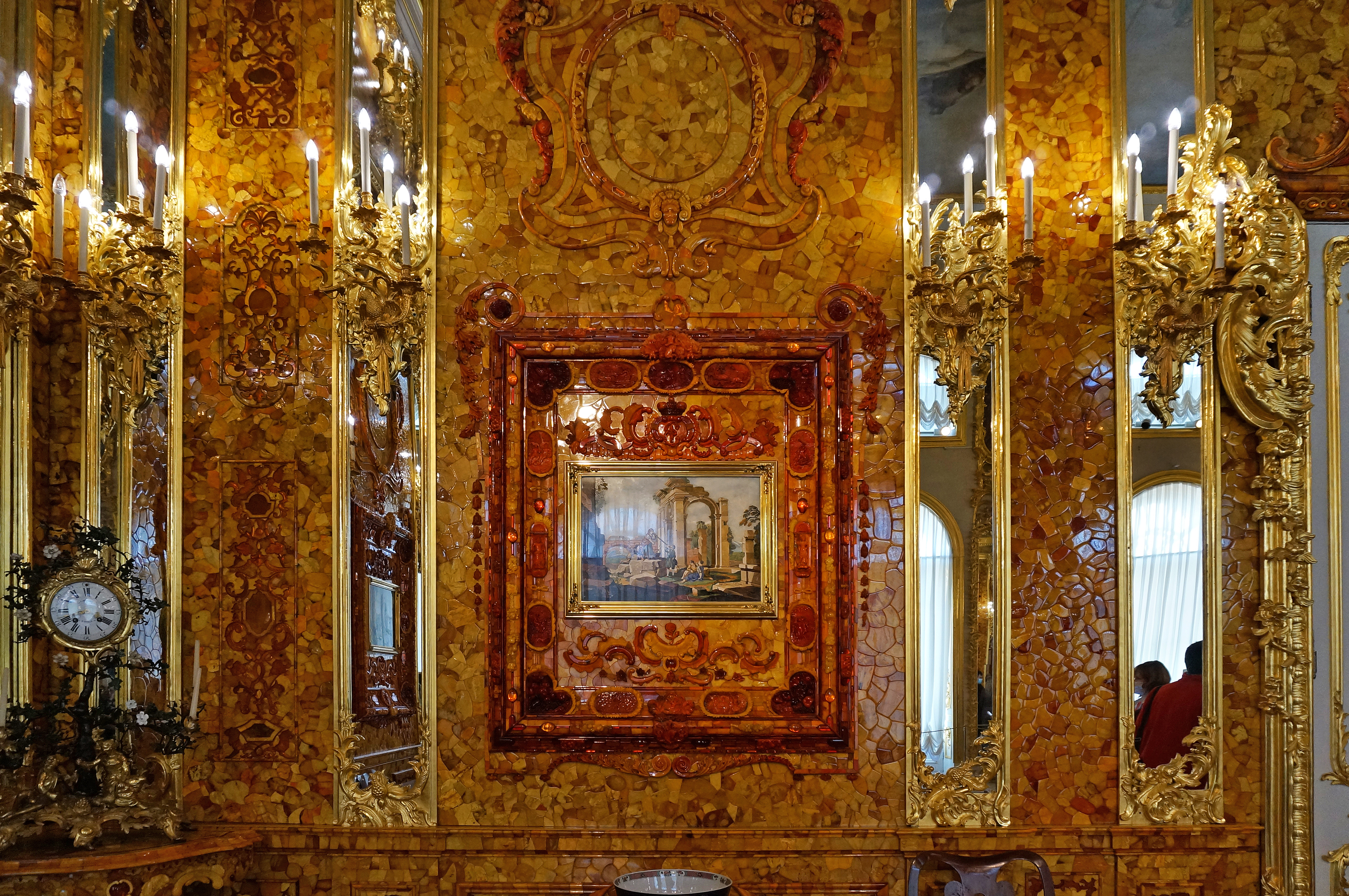
De gereconstrueerde Barnsteenkamer

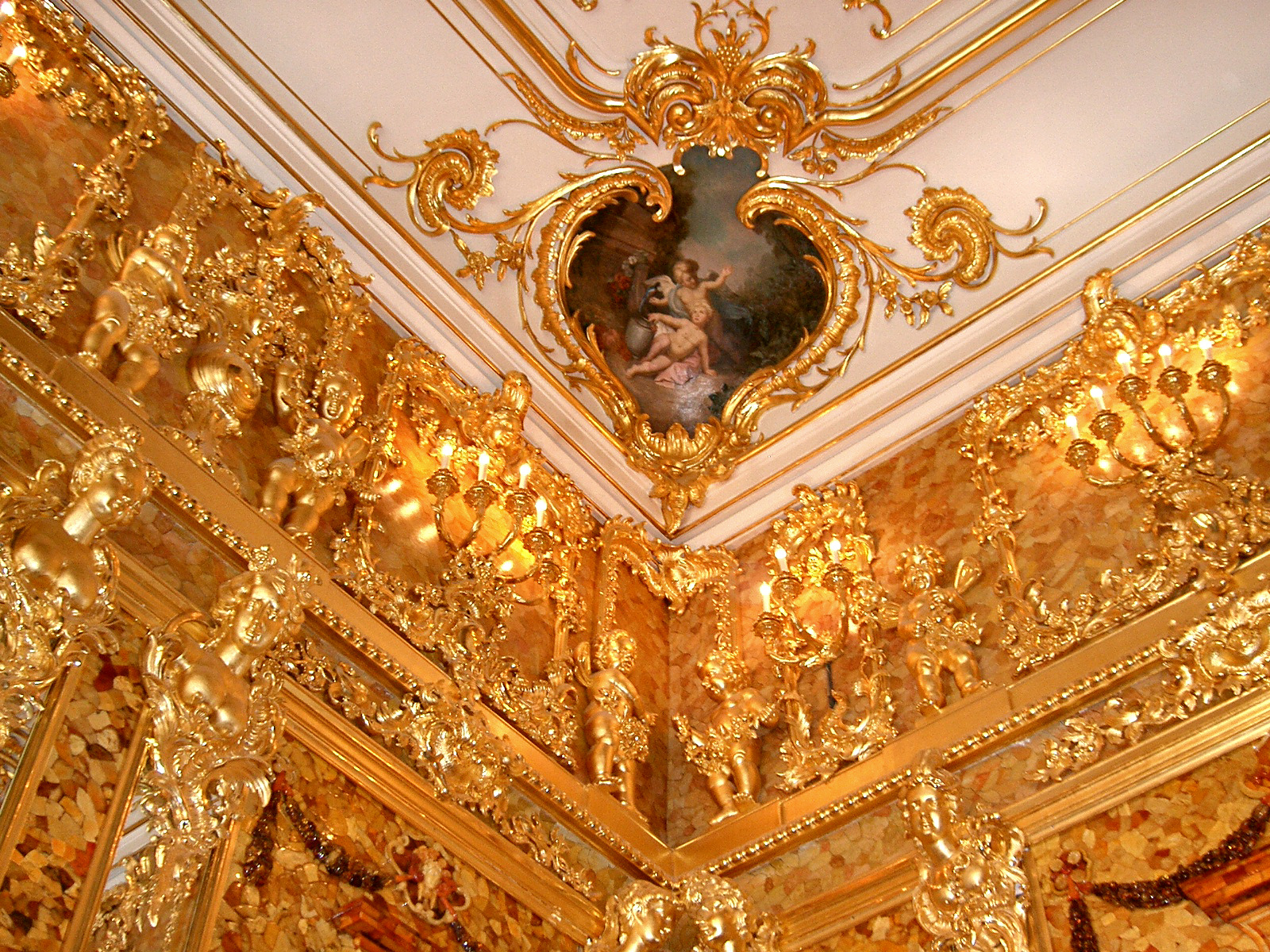
Detail van de gereconstrueerde Barnsteenkamer

De barnsteenkamer (ook wel amberzaal genoemd) (Russisch: Янтарная комната, Jantarnaja komnata) was een kamer in het Catharinapaleis in het Tsarskoje Selo nabij Sint-Petersburg. In dit paleis waren de muren van één zaal bekleed met kunstig uitgesneden barnstenen panelen. Deze "Barnsteenkamer van de Tsaar" was in heel Oost-Europa beroemd om zijn schoonheid. De verdwijning ervan gedurende de Tweede Wereldoorlog heeft in het recente verleden aanleiding gegeven tot uitgebreide legendevorming. Beweerd wordt dat de Barnsteenkamer zich bevindt in een trein die verstopt is in het Uilengebergte in Polen bij Wałbrzych.

## Ontstaan
Nadat hij in 1701 tot 'Koning in Pruisen' was gekroond, bestelde Frederik I van Pruisen een set barnstenen muurplaten voor een kamer in een van zijn paleizen. De set werd vervaardigd door de Danziger barnsteendraaiers Ernst Schacht en Gottfried Turow, naar een ontwerp van Andreas Schlüter. In 1711 was het werk voltooid, maar kreeg daarna een andere bestemming. De koninklijke troonopvolger Frederik Willem I van Pruisen schonk de panelen in 1716 om politieke reden aan tsaar Peter de Grote van Rusland. Peter zond Frederik Willem 55 Russische reuzen om zijn Potsdammer reuzen te vervoegen.
Vervolgens voorzag architect Bartolomeo Rastrelli de barnstenen panelen in opdracht van tsarina Elisabeth van Rusland van 24 Venetiaanse spiegels en andere ornamenten. In 1760 was het werk in het Catharinapaleis voltooid.

## Roem
Na de voltooiing schreef een onbekende ooggetuige: "Wanneer de zon in de Barnsteenkamer viel, of wanneer het vertrek 's avonds door kaarsen werd verlicht, dan werd de barnsteen door het licht tot leven gewekt. Iedere steen, ieder ornament, de uitgesneden reliëfs, busten, figuren en wapens, straalden een symfonie van licht uit die niemand, die dit had gezien, ooit zou vergeten."
Deze lovende uitspraak, uit talloze, bevestigt de grote roem van de 'Barnsteenkamer van de Tsaar' in Oost-Europa.

## Tweede Wereldoorlog

### De feiten
Bijna 200 jaar later, in 1941, veroverden de legers van Adolf Hitler het Catharinapaleis. Zij demonteerden de barnsteenkamer, en brachten de panelen naar de toenmalige Duitse stad Koningsbergen, sinds 1946 het Russische Kaliningrad. Daar werden ze in het plaatselijke slot tentoongesteld. Enkele onderdelen bleken verdwenen te zijn, waaronder een steenmozaïek.
Uit voorzorg tegen Geallieerde luchtaanvallen werden de barnstenen panelen in juli 1944 weer gedemonteerd, en in de kelders van het Slot van Koningsbergen opgeborgen. Na de twee luchtbombardementen op de stad in augustus 1944, werden de panelen voor transport naar een westelijker bestemming in Duitsland in kisten ingepakt. De laatste schriftelijke vermelding hierover dateert van 12 januari 1945. Op die datum waren de kisten nog in Koningsbergen.

### De speculaties
Vanaf de genoemde schriftelijke vermelding loopt het spoor dood: sinds 12 januari 1945 zijn de barnstenen panelen spoorloos verdwenen. Hier moet bij bedacht worden, dat Stalins Rode Leger op dezelfde 12e januari de aanval op Oost-Pruisen inzette. De Oost-Pruisische hoofdstad Koningsbergen werd na ruim een maand omsingeld te zijn in april veroverd. Van 6 - 9 april vond na artillerievuur een gevecht in de stad Koningsbergen plaats. Pas na zware straatgevechten gaven de Duitsers zich over. Aangezien barnsteen goed brandt, ligt het voor de hand te veronderstellen dat de panelen door het oorlogsgeweld in vlammen zijn opgegaan. Zoals gezegd bestaat hierover geen enkele zekerheid.

### Opsporing
De Sovjet-Russische overheid, alsmede talloze gelukzoekers, hebben na april 1945 kosten noch moeite gespaard om de barnstenen panelen terug te vinden. Dat gebeurde aan de hand van ontelbare studies en theorieën, en op de meest uiteenlopende plaatsen, tot ver buiten Kaliningrad. In 1997 legde de Duitse politie beslag op het bovengenoemde steenmozaïek. En later in hetzelfde jaar op een commode, die in het Catharinapaleis in de Barnsteenkamer had gestaan. In augustus 2015 werd in de pers uitgebreid gespeculeerd over de locatie van een trein met onbekende schat in een mijn bij Walbrzych als mogelijke locatie van de barnstenen panelen.

## Reconstructie

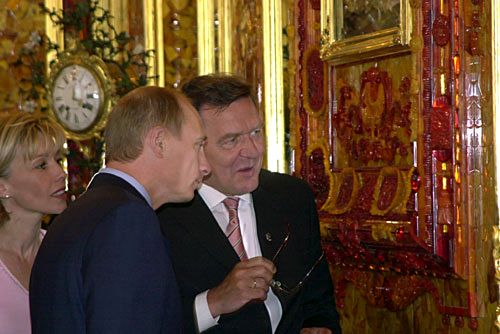
Poetin, Schröder en diens vrouw bij de heropening van de Barnsteenkamer

Hoewel de Russen de reconstructie van de Barnsteenkamer al eerder ter hand hadden genomen, kreeg deze in 1999 een beslissende impuls. Toen verplichtte de Duitse firma Ruhrgas AG, die Russisch gas verhandelt, zich hiertoe als sponsor. Op 31 mei 2003 werd de Barnsteenkamer officieel in het Catharinapaleis heropend door de Russische president Poetin en de Duitse Bondskanselier Gerhard Schröder. Deze dag was ook de 300ste verjaardag van het nabijgelegen Sint-Petersburg.
- Gemeinsame Normdatei: 4134169-7
- Nationale Bibliotheek van Tsjechië: kn20020624002
- Virtual International Authority File: 136515781